# Maupihaa
Maupihaa (Maupiha’a en tahitiano normalizado), o también Mopelia, es un atolón del grupo de islas de Sotavento de las islas de la Sociedad, en la Polinesia Francesa. Depende administrativamente de la comuna de Maupiti que se encuentra a 160 km al este y a 230 kilómetros al oeste de Bora Bora.

## Geografía
El atolón tiene forma redonda y consiste en una profunda laguna central rodeada de arrecifes en tres cuartas partes. El lado de barlovento es un islote estrecho con una densa vegetación. La superficie total es de 3,6 km². Es una reserva natural protegida donde se reproducen las tortugas marinas. También es digna de mención la Isla de los Pájaros, al oeste del atolón, deshabitada y criadero de gran cantidad de aves marinas.
El paso de entrada a la laguna interior tiene fama de difícil. Pero al menos es muy recto, con unos 300 metros de longitud y unos 25 de anchura durante la mitad de ellos. De buena profundidad, sólo tiene un obstáculo en el extremo interior, fácilmente visible si hay buena luz. La corriente es muy fuerte, oscilando entre cuatro y más de seis nudos, siempre saliente. Con mar de fondo del oeste, o con mucha corriente, puede resultar impracticable.
Tiene dos buenos fondeaderos. Al nordeste de la laguna, frente al antiguo poblado, destruido por los últimos huracanes, y al sudeste, frente al poblado actual. Cerca del paso de entrada, por fuera y hacia el sur, hay un naufragio de un barco alemán de la Primera Guerra Mundial, el Seeadler.

## Historia
Maupihaa fue descubierto en 1767, por el inglés Samuel Wallis. El nombre colonial del atolón era Lord Howe. Contiene algunos restos arqueológicos polinesios.
En el curso de la Primera Guerra Mundial, este atolón fue testigo del hundimiento del buque alemán SMS Seeadler, como parte de la increíble aventura del famoso capitán germano Felix von Luckner.
En 1917 fue cedido a una compañía para producir copra y fue replantado de cocoteros y se llevaron cerdos y gallinas.
Entre 1997 y 1998 fue devastado por dos huracanes.
En la actualidad viven permanentemente seis familias dedicadas a la recolección de cocos, que finalmente se convertirá en aceite de copra, y al cultivo de la perla negra de Polinesia.

## Gallería

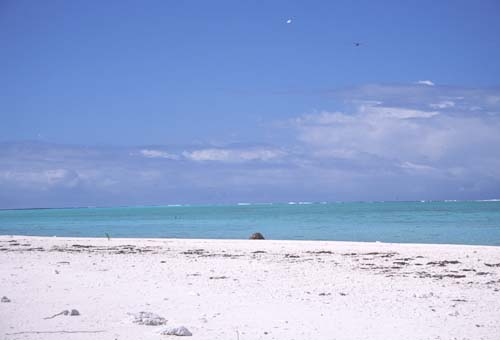
Playa.
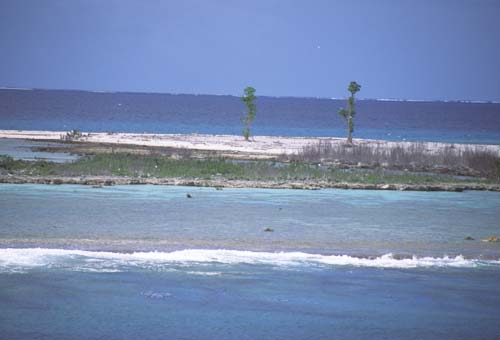
'Motu'.
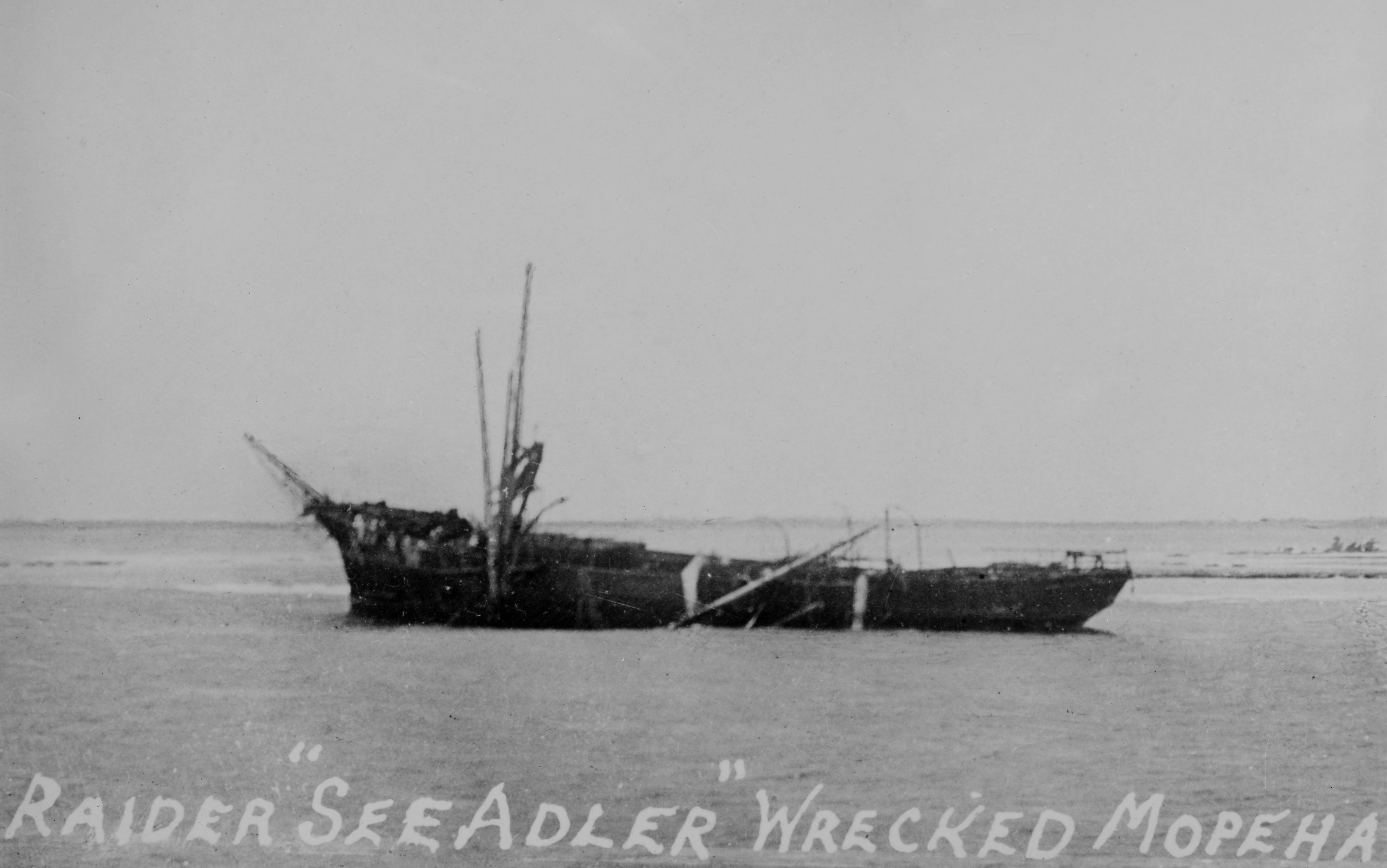
Naufragio del SMS Seeadler, Crucero auxiliar alemán (1917).